# Зарежье (Поставский район)
Зарежье (бел. Зарэжжа) — хутор в Поставском районе Витебской области Белоруссии. Входит в состав Дуниловичского сельсовета.

## География
Деревня расположена в 42 км от города Поставы, в 9 км от центра сельсовета.

## История
В начале ХХ столетия — деревня в Дуниловичской волости Вилейского уезда Виленской губернии, 86 жителей, 600 десятин земли.
В результате советско-польской войны 1919—1921 гг. деревня оказалась в составе Срединной Литвы.
С 1922 года — в составе Дуниловичского повета Виленского воеводства Польши (II Речь Посполитая).
В 1923 году — 116 жителей.
В сентябре 1939 года деревня была присоединена к БССР силами Белорусского фронта РККА.
С 15 января 1940 года — в Сергеевичском сельсовете Дуниловичского района Вилейской области БССР.
С 16.07.1954 года — в Дуниловичском сельсовете.
С 20.01.1960 года — в Глубокском районе.
С 25.12.1962 года — в Поставском районе.
В первой половине 1960-х — 16 дворов, 42 жителя.
В 2001 году — 2 двора, 2 жителя, колхоз «Родина».